# Михалевич Михайло
Михалевич Михайло (нар. 1906, Київ — пом. 1984, Філадельфія) — український художник-графік, іконописець, театральний декоратор, громадсько-політичний діяч.

## Життєпис

Зліва 1-й ряд: Орест Чемеринський, Олена Теліга, Улас Самчук. 2-й ряд: Михайло Михалевич, Омелян Коваль, Юрій Русов. Львів, літо 1941 р.

Михалевич Михайло народився 1906 року в Києві. Брат Вероніки Філонович. По батьку походив з роду Волинських православних священиків, по матері — з козацького роду оборонців Батурина. Навчався в Київському художньому інституті (1924—1928), у Празі — у Вищій художньо-промисловій школі (1934—1936) та в Празькій академії мистецтв (1937—1938). З 1940-х років — член ОУН; очолював відділ мистецтв при ОУН (1934—1942). Працював у Карпатській Україні, очолював мистецьку референтуру вищого командування Карпатської Січі (1939).
Восени 1941 року разом із дружиною Ніною Ліндфорс-Михалевич у складі похідних груп ОУН прибув до Києва. Гітлерівці розпочали масовий терор проти мирного населення, зокрема проти українських націоналістів. Оскільки СД в Києві розшукувало Михайла Михалевича та влаштовувало на нього засідку, тому він змушений був покинути місто. З 1944 року — Михалевич у Німеччині, а з 1950 року — в США.
Брав активну участь у національно-культурному житті громади українців. Помер у США в 1984 році.

## Творчість
Михайло Михайлевич працював над різними агітаційними матеріалами, малював карикатури, компонував різні гасла та опрацьовував ілюстрації для пропагандивних матеріалів. Найбільше відомий своїми плакатами, присвяченими боротьбі Карпатської України проти угорських і польських агресорів.
Ось як описує це Василь Ґренджа-Донський:
|                                                               | 7 грудня 1938. На стінах Хуста появилися плакати маестро Михалевича. Особливо один паде в вічі, виконаний прекрасно — просто говорить. Молодий, відважний гуцул стоїть з мечем, перед ним величезна гадюка-давун, розрізана на дві половини. Гадюка символізує спільний польсько-мадярський кордон, який хоробрий гуцул мечем перетяв. Два вовки, один з польським орлом, а другий із знаком мадярських терористів, проливають сльози над трупом перерізаного давуна... |
| — Василь Ґренджа-Донський, «Щастя і горе Карпатської України» | |

### Книги з ілюстраціями Михайла Михалевича
- Олена Цегельска. Напровесні. Казки й оповідання. — Торонто — Нью-Йорк: Об'єднання Працівників Дитячої Літератури, 1969.
- Леонід Полтава. Маленький дзвонар із Конотопу. — Торонто — Нью-Йорк: Об'єднання Працівників Дитячої Літератури, 1969.
- Призабуті казки. Українські народні казки Придніпрянщини. — Торонто — Онтаріо: Об'єднання працівників літератури для дітей і молоді ім. Леоніда Глібова, 1977.